# Grammodes boisdeffrei
Grammodes boisdeffrei là một loài bướm đêm trong họ Erebidae.